# タタ・イスパノ

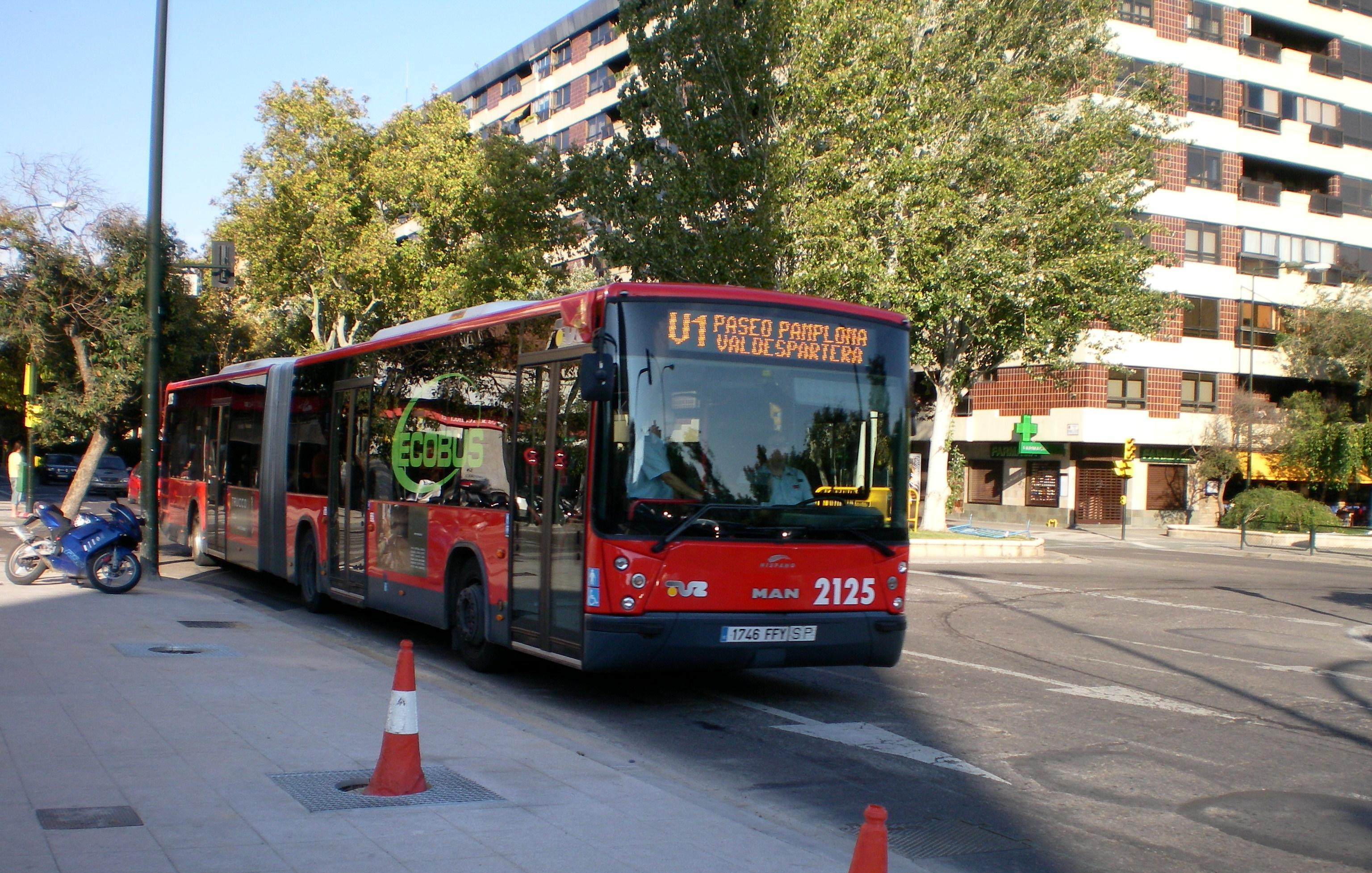
アビト（MAN NG313-F）

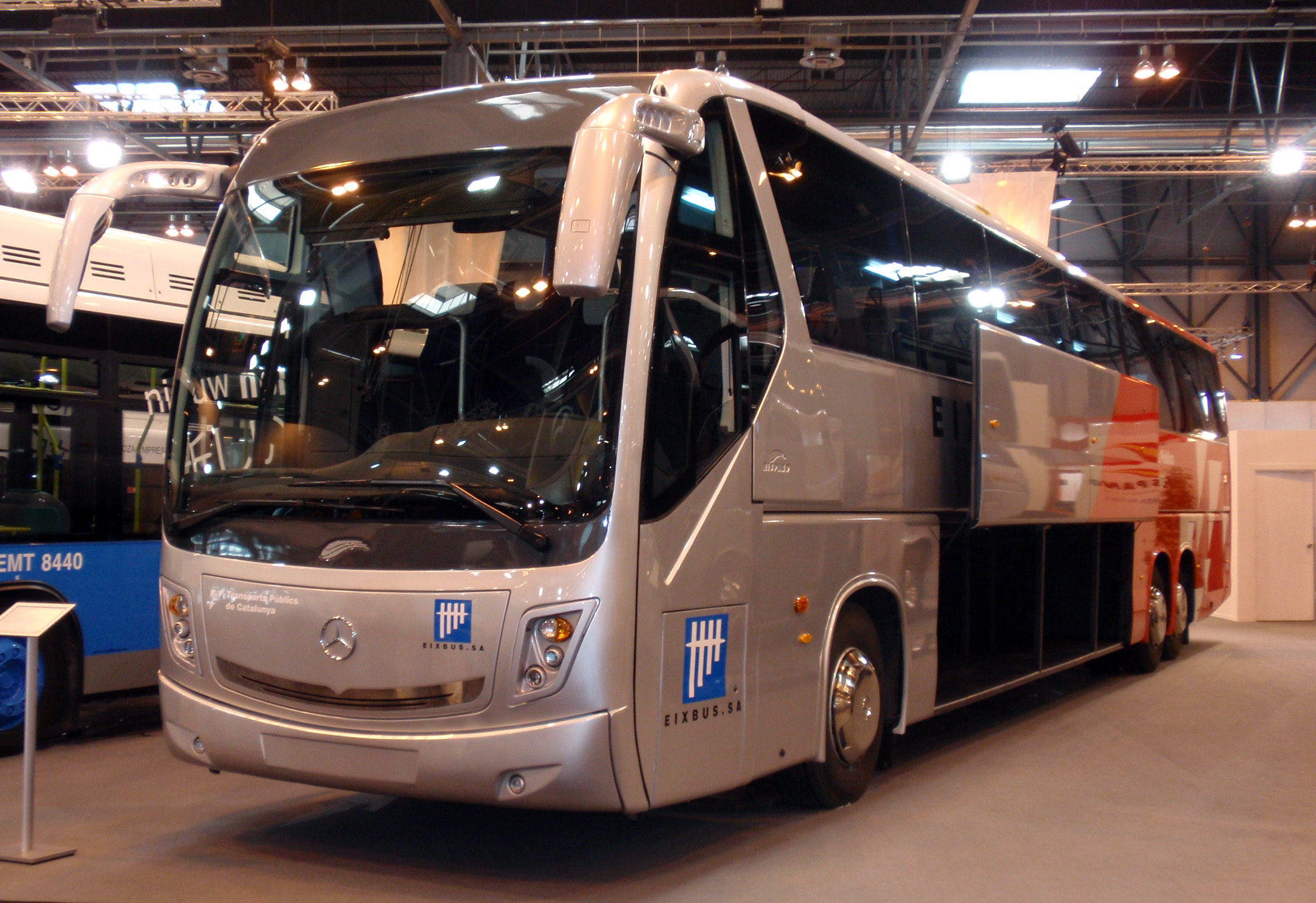
ディボ（メルセデス・ベンツのシャシー上に架装）

タタ・イスパノ・モーターズ・カロセーラ (Tata Hispano Motors Carrocera S.A.) 、旧社名イスパノ・カロセーラ (Hispano Carrocera S.A.) は、スペイン・アラゴン州サラゴサに本拠を置く、ヨーロッパ最大のバス車体メーカーの一つである。インドのタタ・モーターズの完全子会社であり、2010年3月1日に現社名に改名した。
サラゴサとモロッコ・カサブランカに工場があり、合わせて年産2,000台の生産能力を有する。

## 歴史
1939年、イタリア・ナポリ出身のヴィンチェンツォ・アンジェリーノ・ジェルヴァージオ (Vincenzo Angelino Gervasio) によってタジェーレス・ナポレス (Talleres Nápoles) が設立される。当初は内戦後のスペインでトラックの車体修理や溶接などを行なっていたが、後にシャシーに架装するトラックキャブの設計をアンジェリーノ自身で手がけて成功を収めた。この成功によって1958年には3000㎡の工場へ移り、最初のバスを製造した。続いて1960年には最初のダブルデッカーバスを製造した。
1962年、再び大工場へ移転し、ファクトリーアス・ナポレス (Factorías Nápoles, S.A.) となった。この会社ではスペインのみならず海外向けにもトラックとバスの製造を行った。1966年、会社はバレイロス・ディーゼル (Barreiros Diesel, S.A.) の一部門となった。バレイロスは1969年にクライスラーに買収されたが、バス車体製造部門は1971年にベルギーのバンホールに売却された。
1983年、バンホール従業員の大半が工場の株主となって、工場は匿名労働者協会 (Sociedad Anónima Laboral) と変わり、そしてイスパノ・カロセーラS.A.Lになった。当初はバンホールのブランドで車両の製造を行っていたが、その後正式にイスパノ・カロセーラブランドが発足した。1997年にはピニンファリーナと提携を結び、後に登場したアビトやディボなどの車種がピニンファリーナによってデザインされた。
2000年9月14日、モロッコ・カサブランカ工場が操業開始。
2005年3月16日、タタ・モーターズがイスパノ株21%を取得。2009年10月16日には残りの79%についても買取オプションを行使して完全子会社化した。

## 車種一覧
- コーチ（高速バス、都市間バス、長距離バス）
  - ディボ (Divo) - 2001年発表
  - セルス (Xerus) - 2009年発表
  - ナジャ (Naya) - 2010年発表[3]
  - スカラ (Scala) 2011年発表[4]
- 地方バス、郊外バス
  - インテア (Intea) - 2009年発表
- 都市バス
  - アビト (habit) - 1998年発表
  - アレア (area) - 2010年発表[3]
  - ハイブリッド（タタ・モーターズ製シャシーとアレキサンダー・デニス製シャシーの2種類がある）

## ギャラリー

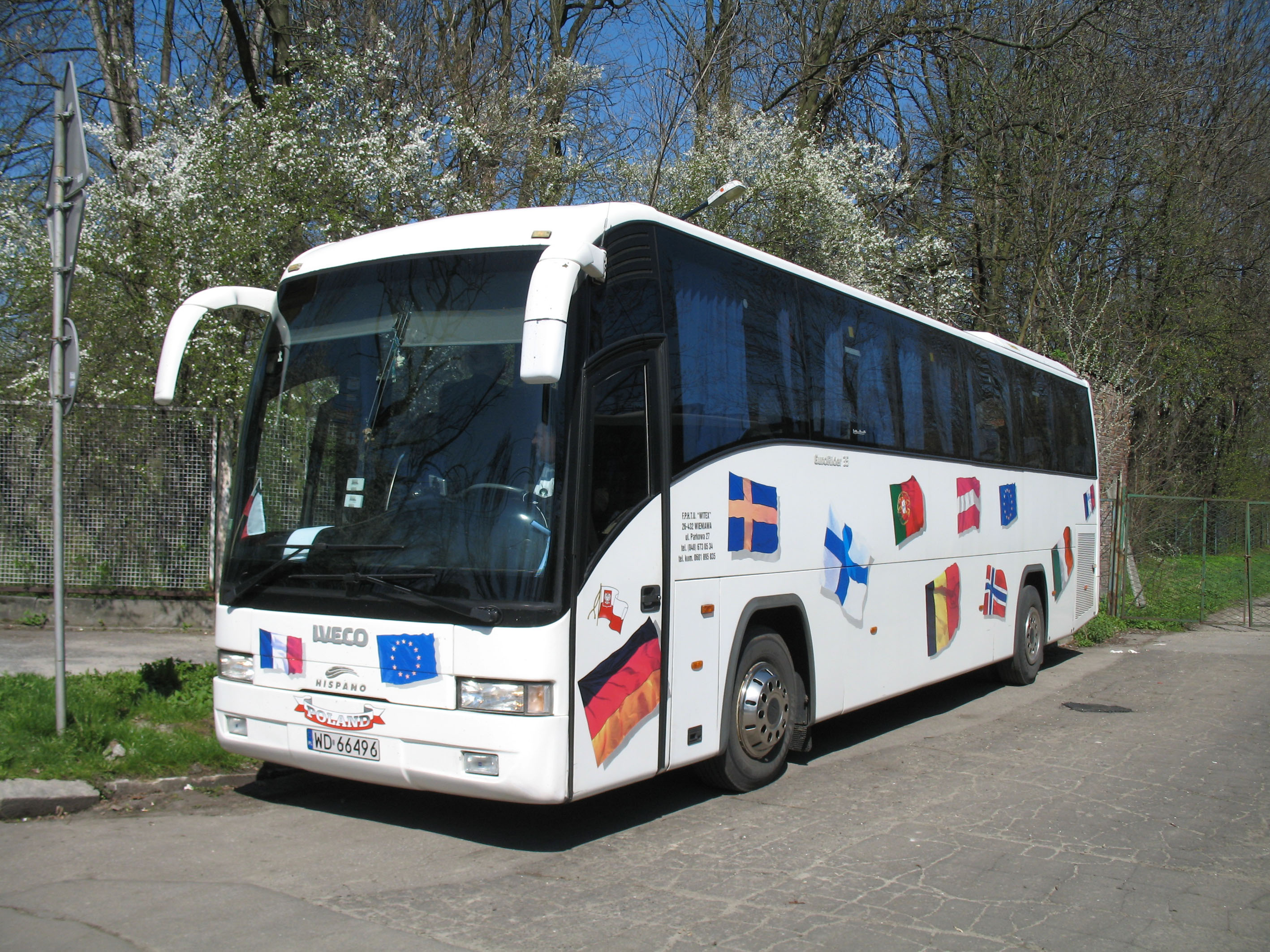
イスパノのコーチ（イヴェコ・ユーロライダー35のシャシー上に架装）
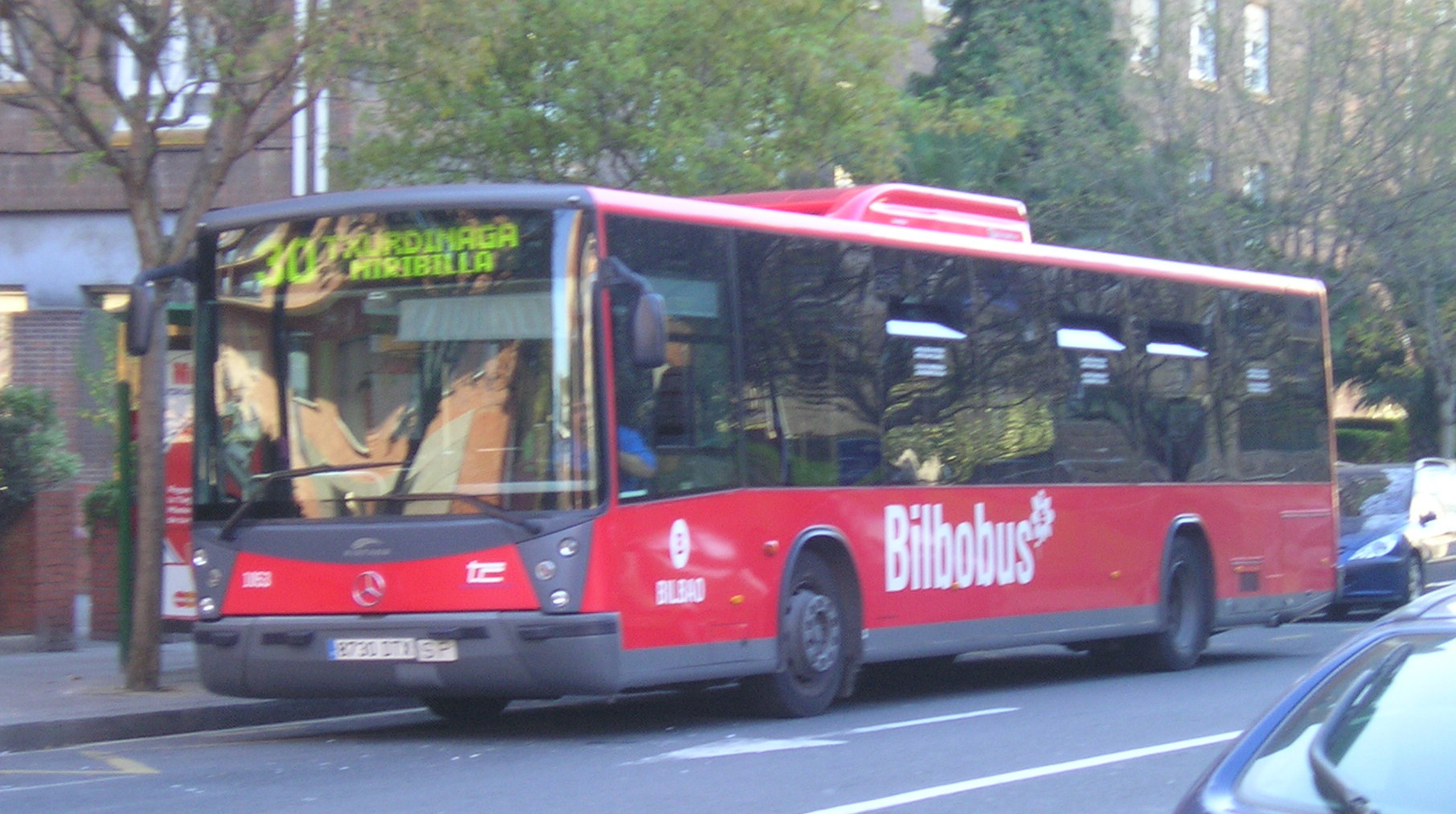
ビルボバスのメルセデス（アビト）
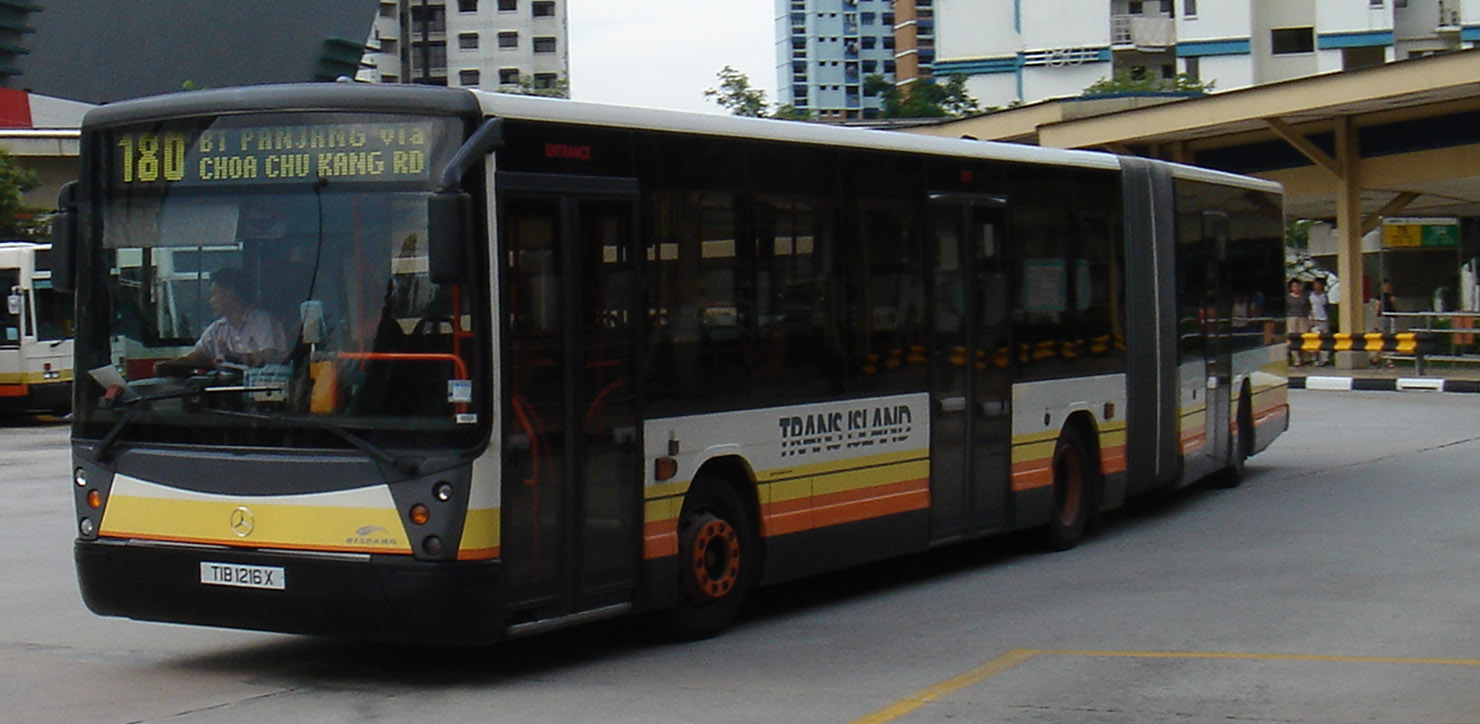
SMRTバスのメルセデスO405G アビト
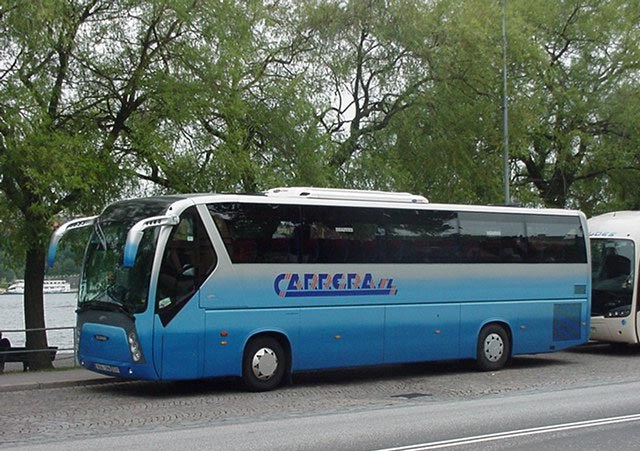
ディボ